# Stenomacrus merula
Stenomacrus merula là một loài tò vò trong họ Ichneumonidae.